# Seeland (Alemanha)
Seeland é um município da Alemanha, situado no distrito de Salzland, no estado de Saxônia-Anhalt. Tem 78,79 km² de área, e sua população em 2019 foi estimada em 7.903 habitantes.